# Franco Angrisano
Franco Angrisano (Potenza, 10 maggio 1926 – Salerno, 20 settembre 1996) è stato un attore italiano.
Di origini lucane, visse sempre a Salerno dove il padre era ferroviere. Saltuariamente è stato anche doppiatore.

## Biografia
Comincia a lavorare nel mondo dello spettacolo nella compagnia del dopolavoro ferroviario di Salerno.
Conosciuto dal grande pubblico televisivo nel ruolo di Giacinto, il sagrestano bonaccione de I ragazzi di Padre Tobia (1968), con Silvano Tranquilli, è notato da Eduardo De Filippo che lo vuole al suo fianco in teatro per il quindicennio a venire, e da tanti registi cinematografici (Federico Fellini, Sergio Leone, Ettore Scola) che lo vogliono caratterista per il grande schermo (come in Il mio nome è Nessuno e C'era una volta in America). Reciterà così con i più grandi attori del XX secolo quali Alberto Sordi e Monica Vitti in Polvere di stelle, Jack Lemmon e Marcello Mastroianni in Maccheroni o Giancarlo Giannini in Ternosecco. 
Per la televisione ha interpretato fra l'altro l'episodio Sfida al cioccolato della storica serie RAI Nero Wolfe - la prima, quella in bianco e nero con protagonista Tino Buazzelli; l'episodio Il pazzo di Bergerac, nella miniserie televisiva dedicata al commissario Maigret; e l'episodio La Gran Mamma interno allo sceneggiato televisivo Storie della camorra, trasmesso sulla Rete 1 nella primavera 1978 e diretto da Paolo Gazzara.
È apparso anche in un carosello, quello dell'Algida con Pippo Franco nel 1976, e in un spot cinematografico dedicato alla Fiat 127.
Angrisano ha poi dedicato gli ultimi anni di vita alle compagnie teatrali amatoriali locali, che incoraggiava e seguiva recitando spesso in tournée accanto a giovani attori e registi concittadini. È in questa fase che lo scrittore salernitano Franco Pastore, ha scritto per lui La moglie dell'oste, una commedia tratta dalla dodicesima novella de Il Novellino di Masuccio Salernitano.
È morto il 20 settembre 1996, a Salerno, all'età di settanta anni a causa di un attacco cardiaco. Riposa nel cimitero monumentale cittadino.

## Filmografia
- Cinema
- Gli infermieri della mutua, regia di Giuseppe Orlandini (1969)
- In nome del popolo italiano, regia di Dino Risi (1971)
- Che cosa è successo tra mio padre e tua madre? (Avanti!), regia di Billy Wilder (1972)
- Decameron nº 3 - Le più belle donne del Boccaccio, regia di Italo Alfaro (1972)
- Canterbury proibito, regia di Italo Alfaro (1972)
- Guardami nuda, regia di Italo Alfaro (1972)
- Il caso Pisciotta, regia di Eriprando Visconti (1972)
- Il mio nome è Nessuno, regia di Tonino Valerii (1973)
- La polizia sta a guardare, regia di Roberto Infascelli (1973)
- Piedone lo sbirro, regia di Steno (1973)
- Polvere di stelle, regia di Alberto Sordi (1973)
- Il consigliori, regia di Alberto De Martino (1973)
- Anastasia mio fratello, regia di Stefano Vanzina (1973)
- Il bestione, regia di Sergio Corbucci (1974) – non accreditato
- Processo per direttissima, regia di Lucio De Caro (1974)
- Conviene far bene l'amore, regia di Pasquale Festa Campanile (1975)
- Passi furtivi in una notte boia, regia di Vincenzo Rigo (1976)
- Signore e signori, buonanotte, registi vari (1976)
- Sette note in nero, regia di Lucio Fulci (1977)
- Napoli... la camorra sfida e la città risponde, regia di Alfonso Brescia (1979)
- Mafia, una legge che non perdona, regia di Roberto Girometti (1980)
- Una moglie, due amici, quattro amanti, regia di Michele Massimo Tarantini (1980)
- L'eredità della priora, regia di Anton Giulio Majano (1980)
- Stanza numero 13, regia di Paolo Poeti (1980)
- Razza selvaggia, regia di Pasquale Squitieri (1980)
- La strada al chiaro di luna, regia di Massimo Manuelli (1981)
- Stangata napoletana, regia di Vittorio Caprioli (1982)
- Monsignore (Monsignor), regia di Frank Perry (1982)
- Pronto... Lucia, regia di Ciro Ippolito (1982)
- E la nave va, regia di Federico Fellini (1983
- Benvenuta, regia di André Delvaux (1983)
- C'era una volta in America, regia di Sergio Leone (1984)
- Cenerentola 80, regia di Roberto Malenotti (1984)
- Un complicato intrigo di donne, vicoli e delitti, regia di Lina Wertmüller (1985)
- Maccheroni, regia di Ettore Scola (1985)
- Asilo di polizia, regia di Filippo Ottoni (1986)
- Ternosecco, regia di Giancarlo Giannini (1986)
- Cavalli si nasce, regia di Sergio Staino (1988)
- Chiari di luna, regia di Lello Arena (1988)
- L'avaro, regia di Tonino Cervi (1990)
- Vacanze di Natale '91, regia di Enrico Oldoini (1991)
- Sette criminali e un bassotto (Once Upon a Crime), regia di Eugene Levy (1991)
- Tengo un americano, episodio di Pacco, doppio pacco e contropaccotto, regia di Nanni Loy (1993)
- Il verificatore, regia di Stefano Incerti (1995)
- Televisione
- I ragazzi di padre Tobia (1968-1973)
- La donna di cuori, regia di Leonardo Cortese – miniserie TV (1969)
- Pronto emergenza – serie TV (1980)
- Quei trentasei gradini, regia di Luigi Perelli – miniserie TV (1984)
- Due assi per un turbo – serie TV (1987)
- Il commissario Corso – serie TV (1991)
- Felipe ha gli occhi azzurri – serie TV (1991)
- Una storia italiana, regia di Stefano Reali – miniserie TV (1993)
- Positano, regia di Vittorio Sindoni – miniserie TV (1996)

## Prosa televisiva Rai
- Teatro inchiesta, episodio Il processo Cuocolo, regia di Gianni Serra – film TV (1969)
- Ross, regia di Giuseppe Fina, trasmessa il 15 aprile 1969.
- Il matrimonio di Figaro, dall'opera di Pierre-Augustin Caron de Beaumarchais, regia di Sandro Sequi, trasmessa dal Secondo Programma il 28 gennaio 1972.
- 'O tuono 'e marzo di Vincenzo Scarpetta, adattamento e regia di Eduardo De Filippo (1975)
- Na santarella di Eduardo De Filippo, regia di Eduardo De Filippo, trasmessa il 7 febbraio 1975.
- Gli esami non finiscono mai di Eduardo De Filippo, regia di Eduardo De Filippo, trasmessa il 16 gennaio 1976.
- Saturnino Farandola, regia di Raffaele Meloni, trasmesso nel 1977.
- La mossa del cavallo, regia di Giacomo Colli, trasmesso nel 1977.
- Il sindaco del rione Sanità di Eduardo De Filippo, regia di Eduardo De Filippo, trasmessa nel 1979.

## Doppiatori italiani
- Ferruccio Amendola in Il mio nome è Nessuno
- Mario Frera in Piedone lo sbirro
- Arturo Dominici in Il bestione
- Lino Banfi in Passi furtivo in una notte boia
- Sergio Fiorentini in Sette note in nero